# Piaskownia

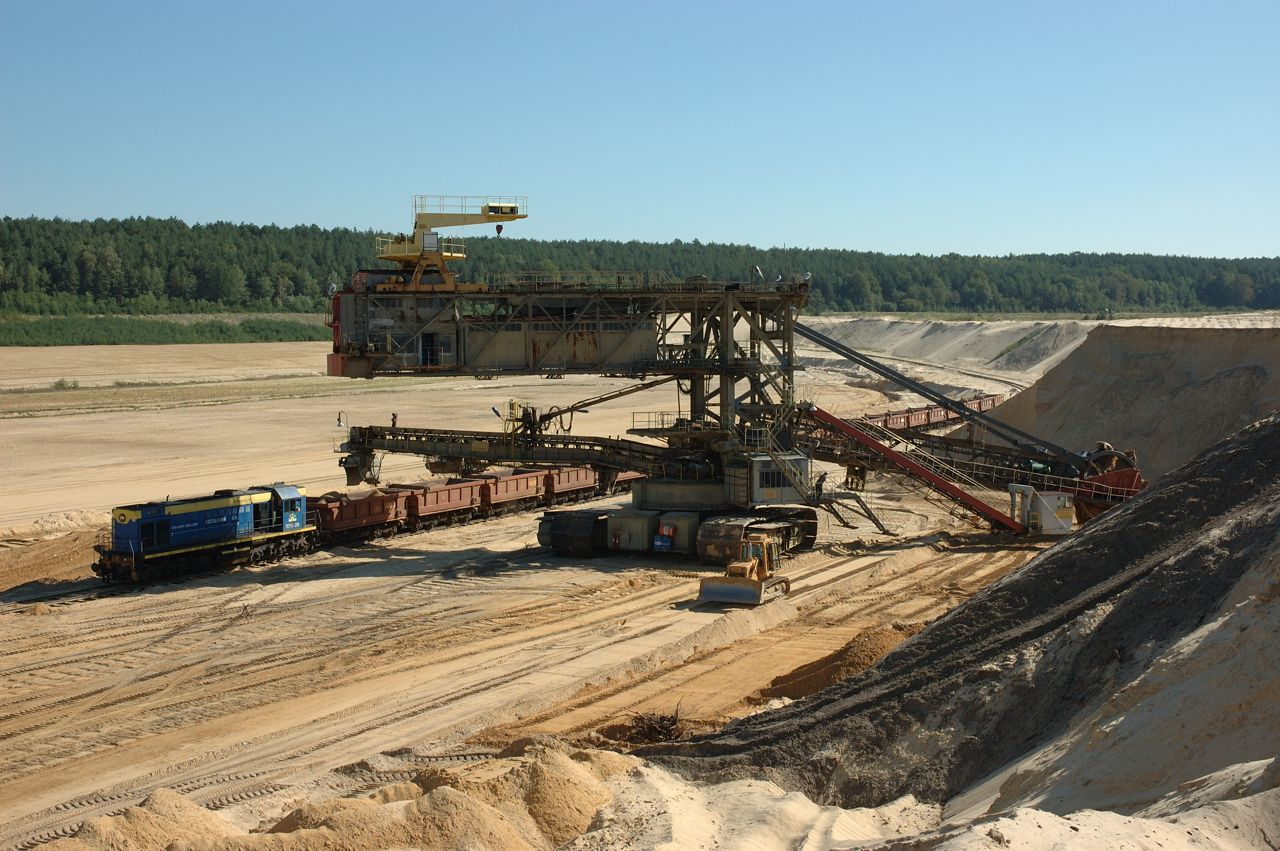
Kopalnia Piasku „Szczakowa”

Piaskownia, piaskarnia, kopalnia piasku – miejsce odkrywkowego wydobycia i przetwórstwa piasku lub pospółki.
Po zakończeniu eksploatacji wyrobiska piaskowni mogą zostać zalane wodą, powstają wtedy sztuczne akweny, zwane na Śląsku i w Małopolsce bagrami.